# Holualoa
Holualoa és una població dels Estats Units a l'estat de Hawaii. Segons el cens del 2000 tenia 6.107 habitants.

## Demografia
Segons el cens del 2000, Holualoa tenia 6.107 habitants, 2.383 habitatges i 1.562 famílies. La densitat de població era de 166,64 habitants per km².
Dels 2.383 habitatges, en un 26,5% hi vivien nens de menys de 18 anys; en un 51,9% hi vivien parelles casades; en un 8,9%, dones solteres, i en un 34,5% no eren unitats familiars. En el 23,8% dels habitatges hi vivien persones soles el 6,4% de les quals corresponia a persones de 65 anys o més que vivien soles. El nombre mitjà de persones vivint en cada habitatge era de 2,56 i el nombre mitjà de persones que vivien en cada família era de 3,01.
Per edats la població es repartia de la següent manera: un 21,4% tenia menys de 18 anys, un 6,2% entre 18 i 24, un 27,6% entre 25 i 44, un 31,8% de 45 a 64 i un 13,0% 65 anys o més.
L'edat mediana era de 42,1 anys. Per cada 100 dones hi havia 102,55 homes. Per cada 100 dones de 18 o més anys hi havia 100,21 homes.
La renda mediana per habitatge era de 50.492 $ i la renda mediana per família de 52.193 $. Els homes tenien una renda mediana de 37.461 $ mentre que les dones 27.733 $. La renda per capita de la població era de 25.222 $. Aproximadament el 3,4% de les famílies i el 7,8% de la població estaven per davall del llindar de pobresa.

## Poblacions més properes
El següent diagrama mostra les poblacions més properes.